# Andrea Anderson
Andrea Anderson (Andrea Arlene Anderson; * 17. September 1977 in Harbor City) ist eine US-amerikanische Sprinterin, die sich auf den 400-Meter-Lauf spezialisiert hatte.

## Karriere
Bei den Juniorenweltmeisterschaften 1996 in Sydney gewann sie Silber über 100 m und in der 4-mal-100-Meter-Staffel.
1999 wurde sie bei den Panamerikanischen Spielen in Winnipeg Vierte und gewann mit dem US-Team Silber in der 4-mal-400-Meter-Staffel. Bei den Weltmeisterschaften in Sevilla gehörte sie im Vorlauf zur 4-mal-400-Meter-US-Stafette, die schließlich Silber gewann.
Bei den Olympischen Spielen 2000 in Sydney gewann sie als im Vorlauf eingesetzte Läuferin die Goldmedaille in der 4-mal-400-Meter-Staffel. Nachdem Marion Jones 2007 wegen Dopings disqualifiziert wurde, entschied das IOC-Exekutivkomitee am 10. April 2008, die Stafette der Vereinigten Staaten insgesamt zu disqualifizieren. Gegen diese Entscheidung klagte Anderson mit den anderen drei betroffenen Läuferinnen vor dem Internationalen Sportgerichtshof (CAS), der im Juli 2010 zu ihren Gunsten entschied.

## Bestzeiten
- 100 m: 11,43 s, 22. August 1996, Sydney
- 200 m: 23,32 s, 4. Mai 1996, Westwood
- 400 m: 51,18 s, 15. Juli 2000, Sacramento